# Copa da Ásia
A Copa da Ásia (também conhecida como "Copa Asiática" e "Copa das Nações da Ásia") é a principal competição de futebol do continente asiático, e é organizada pela Confederação Asiática de Futebol (AFC). Realiza-se a cada quatro anos desde 1956.
Um torneio de classificação determina as nações participantes, geralmente sob a forma de duas rodadas de competições eliminatórias. O país-sede se classifica automaticamente.
Enquanto somente quatro países foram admitidos para a primeira edição, até a Copa da Ásia de 2015 dezesseis seleções se classificavam e tinham o direito de disputar a competição. A seleção de Israel, campeã em 1964, foi admitida na União das Associações Europeias de Futebol em 1991, passando a disputar as qualificatórias para o Campeonato Europeu de Futebol.
Em 2019 o torneio foi expandido de 16 para 24 seleções.

## História
A edição de 2007 configurou a primeira participação da Austrália, que avançou até a fase de quartas de final; a seleção australiana foi desclassificada pelo Iraque, que também eliminou Coreia do Sul e Arábia Saudita a fim de obter seu primeiro título de campeão asiático, a despeito de adversidades na situação doméstica e na condição do elenco.
Em 2019, o recurso de árbitro assistente de vídeo foi utilizado pela primeira vez em uma Copa da Ásia, assim como houve a expansão para 24 países participantes. Uma quarta substituição também passou a ser permitida durante a prorrogação.

## Conquistas por país

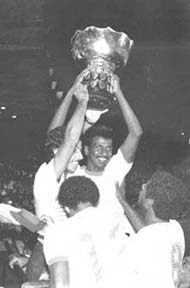
Majed Abdullah levantando a taça em 1984

| Seleção                | 1ª colocação               | 2ª colocação               | 3ª colocação                           | 4ª colocação   |
| ---------------------- | -------------------------- | -------------------------- | -------------------------------------- | -------------- |
| Japão                  | 4 (1992, 2000, 2004, 2011) | 1 (2019)                   | 0                                      | 1 (2007)       |
| Arábia Saudita         | 3 (1984, 1988, 1996)       | 3 (1992, 2000, 2007)       | 0                                      | 0              |
| Irã                    | 3 (1968, 1972, 1976)       | 0                          | 6 (1980, 1988, 1996, 2004, 2019, 2023) | 1 (1984)       |
| Coreia do Sul          | 2 (1956, 1960)             | 4 (1972, 1980, 1988, 2015) | 5 (1964, 2000, 2007, 2011, 2023)       | 0              |
| Catar                  | 2 (2019, 2023)             | 0                          | 0                                      | 0              |
| Israel                 | 1 (1964)                   | 2 (1956, 1960)             | 1 (1968)                               | 0              |
| Kuwait                 | 1 (1980)                   | 1 (1976)                   | 1 (1984)                               | 1 (1996)       |
| Austrália              | 1 (2015)                   | 1 (2011)                   | 0                                      | 0              |
| Iraque                 | 1 (2007)                   | 0                          | 0                                      | 2 (1976, 2015) |
| China                  | 0                          | 2 (1984, 2004)             | 2 (1976, 1992)                         | 2 (1988, 2000) |
| Emirados Árabes Unidos | 0                          | 1 (1996)                   | 2 (2015, 2019)                         | 1 (1992)       |
| Índia                  | 0                          | 1 (1964)                   | 0                                      | 0              |
| Myanmar                | 0                          | 1 (1968)                   | 0                                      | 0              |
| Jordânia               | 0                          | 1 (2023)                   | 0                                      | 0              |
| Hong Kong              | 0                          | 0                          | 1 (1956)                               | 1 (1964)       |
| Taipé Chinês           | 0                          | 0                          | 1 (1960)                               | 1 (1968)       |
| Tailândia              | 0                          | 0                          | 1 (1972)                               | 0              |
| Vietnã                 | 0                          | 0                          | 0                                      | 2 (1956, 1960) |
| Camboja                | 0                          | 0                          | 0                                      | 1 (1972)       |
| Coreia do Norte        | 0                          | 0                          | 0                                      | 1 (1980)       |
| Bahrein                | 0                          | 0                          | 0                                      | 1 (2004)       |
| Uzbequistão            | 0                          | 0                          | 0                                      | 1 (2011)       |

## Maiores goleadas
| Data                   | Cidade           |               | Placar |             |
| ---------------------- | ---------------- | ------------- | ------ | ----------- |
| 12 de maio de 1968     | Teerã            | China         | 9–0    | Filipinas   |
| 7 de junho de 1976     | Teerã            | Irã           | 8–0    | Iêmen       |
| 17 de outubro de 2000  | Sídon            | Japão         | 8–1    | Uzbequistão |
| 5 de agosto de 1967    | Hong Kong        | Coreia do Sul | 7–0    | Filipinas   |
| 24 de setembro de 1980 | Cidade do Kuwait | Irã           | 7–0    | Bangladesh  |